# رسم العبد، حلب
رسم العبد (به عربی: رسم العبد) یک منطقهٔ مسکونی در سوریه است که در استان حلب واقع شده‌است. رسم العبد ۲٬۴۱۶ نفر جمعیت دارد.